# Reiner Haseloff
Reiner Haseloff (Bülzig, 19 febbraio 1954) è un politico tedesco dal novembre 2020 eletto presidente del Bundesrat.

## Biografia
Dal 2002 al 2006, Haseloff è stato Segretario di Stato presso il Ministero dell'Economia e del Lavoro sotto il ministro Horst Rehberger nel primo gabinetto del Ministro-Presidente Wolfgang Böhmer. Nel 2006 succedette a Rehberger e divenne membro del secondo governo di Böhmer.
Nei negoziati per la formazione di un governo di coalizione dei Cristiano-Democratici (CDU insieme alla CSU bavarese) e del Partito Libero Democratico (FDP) a seguito delle elezioni federali del 2009, Haseloff ha fatto parte della delegazione CDU/CSU nel gruppo di lavoro sul lavoro e gli affari sociali, guidato da Ronald Pofalla e Dirk Niebel.

### Ministro-Presidente della Sassonia-Anhalt
Quando Böhmer annunciò le sue dimissioni in vista delle elezioni statali del 2011, Haseloff era il candidato della CDU. Egli aveva già attirato l'attenzione nazionale proponendo che i disoccupati che non avevano prospettive di lavoro lavorassero per l'interesse pubblico, un piano che da allora è stato adottato in diversi Stati federali. 
Dal 2014 al 2016, Haseloff è stato uno dei membri della Commissione nazionale temporanea tedesca sullo smaltimento dei rifiuti radioattivi. 
Durante la crisi europea dei migranti, nel novembre 2015, Haseloff ha tenuto le distanze da Angela Merkel proponendo un "limite massimo" (tedesco: Obergrenze) dei rifugiati come ha fatto il partito della CSU, sia per lo Stato che a livello federale. Allo stesso tempo non ha aderito a una proposta dei colleghi attivisti elettorali statali della CDU 2016, Julia Klöckner e Guido Wolf, per quote giornaliere flessibili per gli afflussi di rifugiati in Germania, che è stato un passo oltre la politica di "porte aperte" di Merkel ma non per quanto riguarda il partito CSU. Haseloff ha detto che la cancelliera "ha lottato in modo elaborato per una soluzione europea" nella crisi dei rifugiati, ma questo è stato "fuori dalla vista". 
Nelle elezioni statali del 2016, Haseloff è stato in grado di mantenere il potere in Sassonia-Anhalt, con la sua CDU che ha preso circa il 29% dei voti e quindi è rimasto il più grande partito nel parlamento statale, ma ha affrontato una forte opposizione di destra AfD. Haseloff ha dichiarato dopo le elezioni che "l'aumento effettivo, che è arrivato per l'AfD nei sondaggi, ha un nome di città: è Colonia"." Spiegò che l'ascesa dei voti per il suo partito nello stato arrivò perché "almeno non abbiamo fatto nulla di male come Unione Cristiano Democratica qui in Sassonia-Anhalt". Dopo le elezioni, la Sassonia-Anhalt divenne il primo degli stati tedeschi ad essere governato da una triplice coalizione di CDU, SPD e Partito Verde. Il 25 aprile 2016 Haseloff è stato rieletto in parlamento come ministro presidente dello Stato durante un secondo scrutinio, dove è riuscito a ottenere un voto in più rispetto alla maggioranza di coalizione. 

### Ruolo nella politica nazionale
In qualità di uno dei rappresentanti dello Stato al Bundesrat, Haseloff fa parte della commissione per gli affari esteri.
All'interno del suo partito, Haseloff ha fatto parte della squadra di leadership nazionale della CDU attorno alle successive presidente Angela Merkel (2008-2018) e Annegret Kramp-Karrenbauer (dal 2018) dal 2008. È stato delegato della CDU alla Convenzione Federale allo scopo di eleggere il Presidente della Germania nel 2009, 2010, 2012 e 2017. Nei negoziati per formare una cosiddetta Grande Coalizione sotto la cancelliera Merkel dopo le elezioni federali del 2013, ha fatto parte del gruppo dirigente della delegazione CDU/CSU. Nei negoziati - falliti - per formare un governo di coalizione con l'Unione Cristiano Sociale in Baviera (CSU), il Partito Libero Democratico (FDP) e il Partito Verde dopo le elezioni nazionali del 2017,Haseloff ha fatto parte della delegazione di 19 membri della CDU.

### Altre attività
- Deutsches Museum, membro del consiglio di fondazione
- Comitato Centrale dei Cattolici Tedeschi, Membro
- Comitato per la preparazione dell'anniversario della Riforma 2017, membro del consiglio di fondazione
- European Chemical Regions Network (ECRN), Presidente (2006-2011)
- International Building Exhibition (IBA) Urban Redevelopment 2010, Membro del Consiglio di Fondazione

### Posizioni politiche
In vista delle elezioni nazionali del 2021, Haseloff ha appoggiato Markus Söder come candidato congiunto dei cristiano-democratici per succedere alla cancelliera Angela Merkel.